# Rio Anachii
O Rio Anachii é um rio da Romênia afluente do rio Crişul Repede, localizado no distrito de Cluj.